# شهركرد
شهركرد (بالكردية: شەھری کورد‏) «مدينة الأكراد» مدينة ومرکز محافظة تشهارمحال وبختیاري من مدن إيران.
شهر کورد (شَهرکُرد) من مدن وسط إيران، وهي أیضًا مرکز مقاطعة شهرکورد. تقع جنوب غرب أصفهان بـ97 کیلومتر. کانت تسمى «دِهْکُرد» وتبدل إلى اسمها الجديد بعام 1314 شمسي. وحسب إحصائيات الدولة في عام 2006 فعدد سكانها هو 131617 نسمة.

## المناخ
يظهر الجدول التالي التغييرات المناخية على مدار السنة لشهركرد:
| البيانات المناخية لـشهركرد                | البيانات المناخية لـشهركرد | البيانات المناخية لـشهركرد | البيانات المناخية لـشهركرد | البيانات المناخية لـشهركرد | البيانات المناخية لـشهركرد | البيانات المناخية لـشهركرد | البيانات المناخية لـشهركرد | البيانات المناخية لـشهركرد | البيانات المناخية لـشهركرد | البيانات المناخية لـشهركرد | البيانات المناخية لـشهركرد | البيانات المناخية لـشهركرد | البيانات المناخية لـشهركرد |
| الشهر                                     | يناير                      | فبراير                     | مارس                       | أبريل                      | مايو                       | يونيو                      | يوليو                      | أغسطس                      | سبتمبر                     | أكتوبر                     | نوفمبر                     | ديسمبر                     | المعدل السنوي              |
| ----------------------------------------- | -------------------------- | -------------------------- | -------------------------- | -------------------------- | -------------------------- | -------------------------- | -------------------------- | -------------------------- | -------------------------- | -------------------------- | -------------------------- | -------------------------- | -------------------------- |
| متوسط درجة الحرارة الكبرى °م (°ف)         | 4.6 (40.3)                 | 7.4 (45.3)                 | 13.0 (55.4)                | 18.5 (65.3)                | 24.9 (76.8)                | 31.6 (88.9)                | 34.3 (93.7)                | 33.6 (92.5)                | 30.0 (86.0)                | 23.1 (73.6)                | 15.3 (59.5)                | 8.5 (47.3)                 | 20.4 (68.7)                |
| متوسط درجة الحرارة الصغرى °م (°ف)         | −8 (18)                    | −5.2 (22.6)                | −0.3 (31.5)                | 4.1 (39.4)                 | 7.6 (45.7)                 | 10.6 (51.1)                | 14.5 (58.1)                | 13.0 (55.4)                | 8.0 (46.4)                 | 3.6 (38.5)                 | −0.1 (31.8)                | −4.4 (24.1)                | 3.6 (38.5)                 |
| الهطول مم (إنش)                           | 60.9 (2.40)                | 50.3 (1.98)                | 56.9 (2.24)                | 42.8 (1.69)                | 14.6 (0.57)                | 0.7 (0.03)                 | 1.8 (0.07)                 | 0.5 (0.02)                 | 0.0 (0.0)                  | 8.7 (0.34)                 | 32.8 (1.29)                | 59.9 (2.36)                | 329.9 (12.99)              |
| متوسط أيام هطول الأمطار                   | 8.5                        | 7.4                        | 8.5                        | 7.3                        | 4.5                        | 0.3                        | 0.6                        | 0.5                        | 0.0                        | 2.6                        | 5.3                        | 7.2                        | 52.7                       |
| المصدر: World Meteorological Organisation |                            |                            |                            |                            |                            |                            |                            |                            |                            |                            |                            |                            |                            |

## معرض الصور

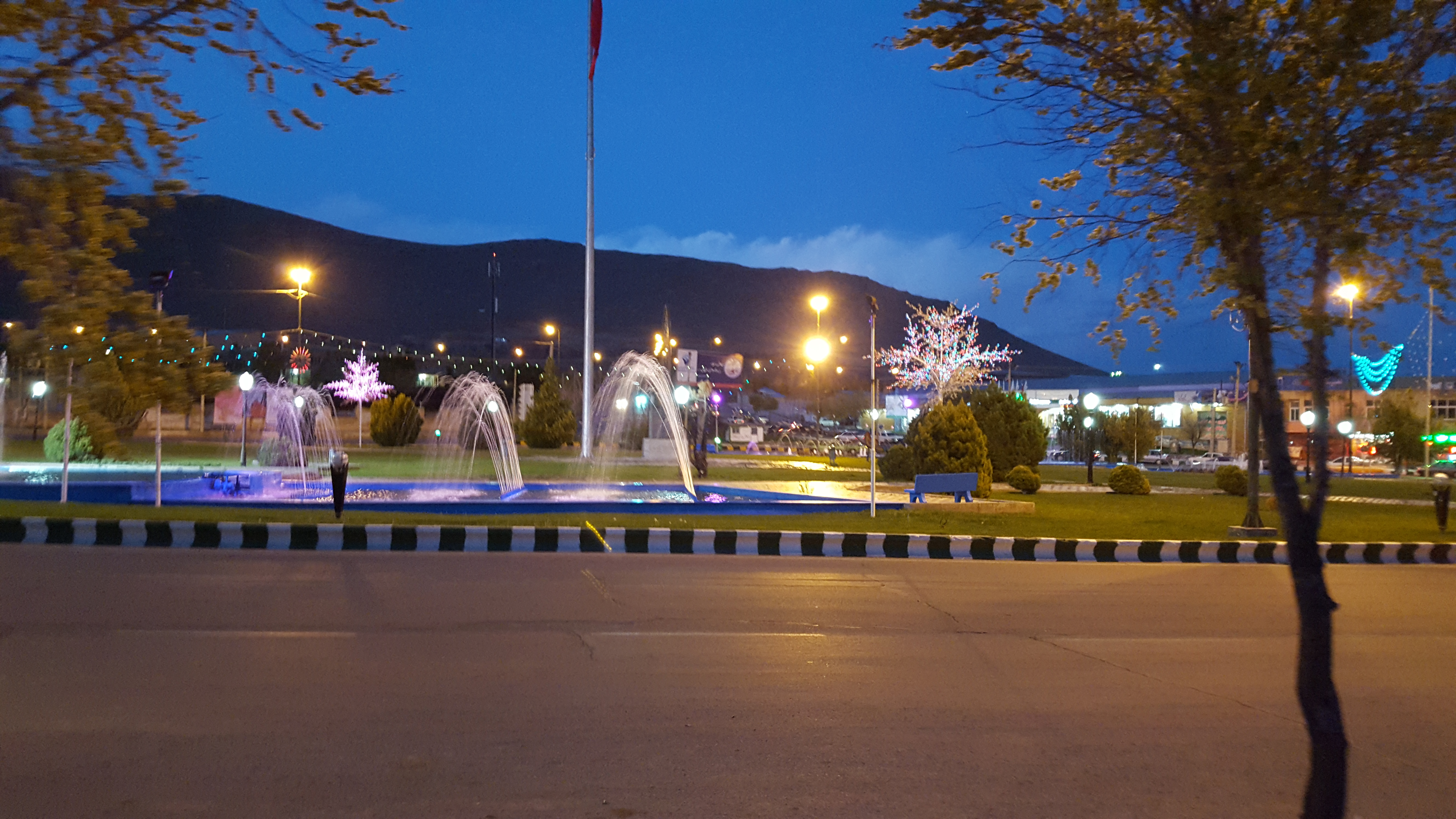
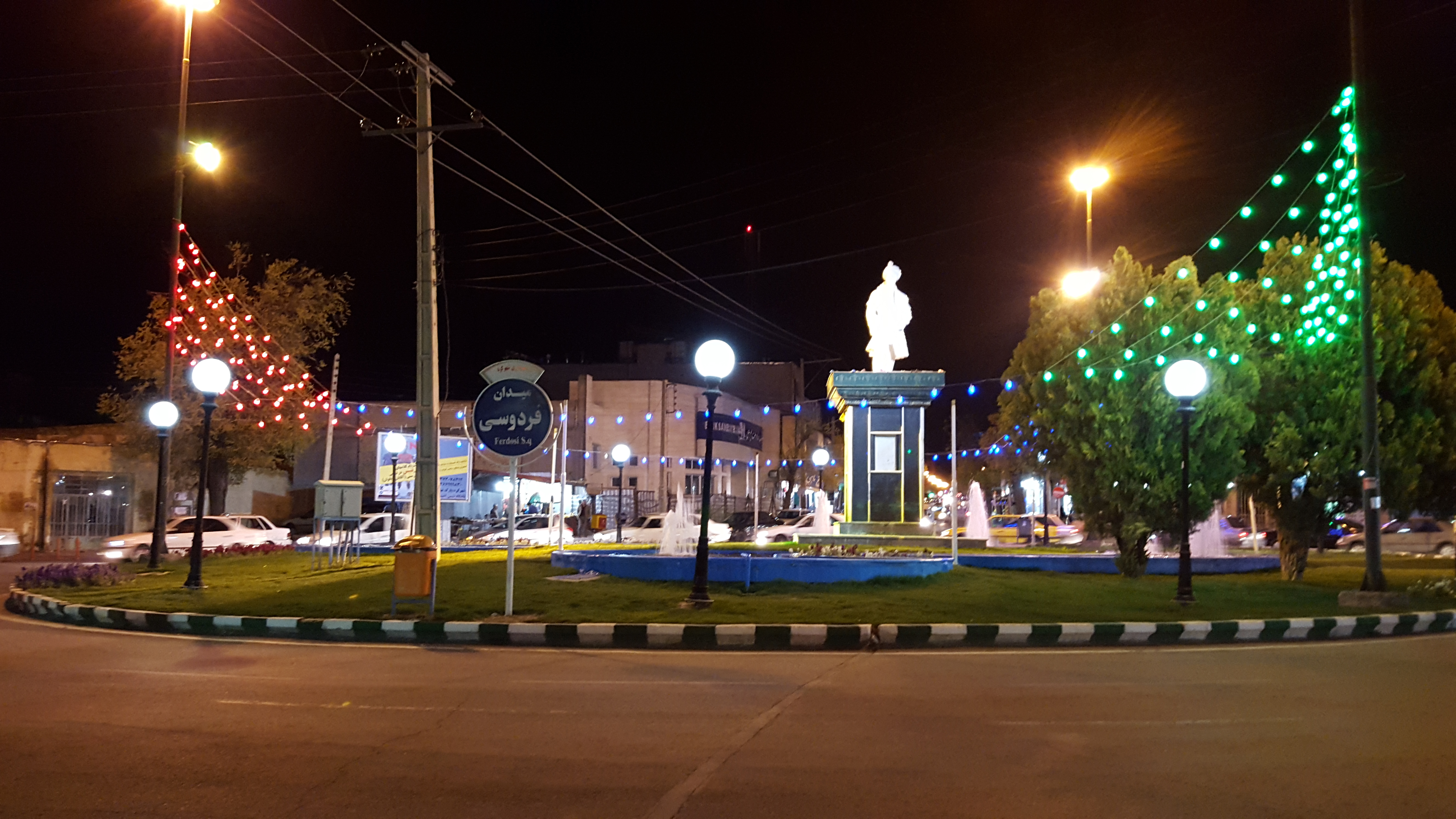
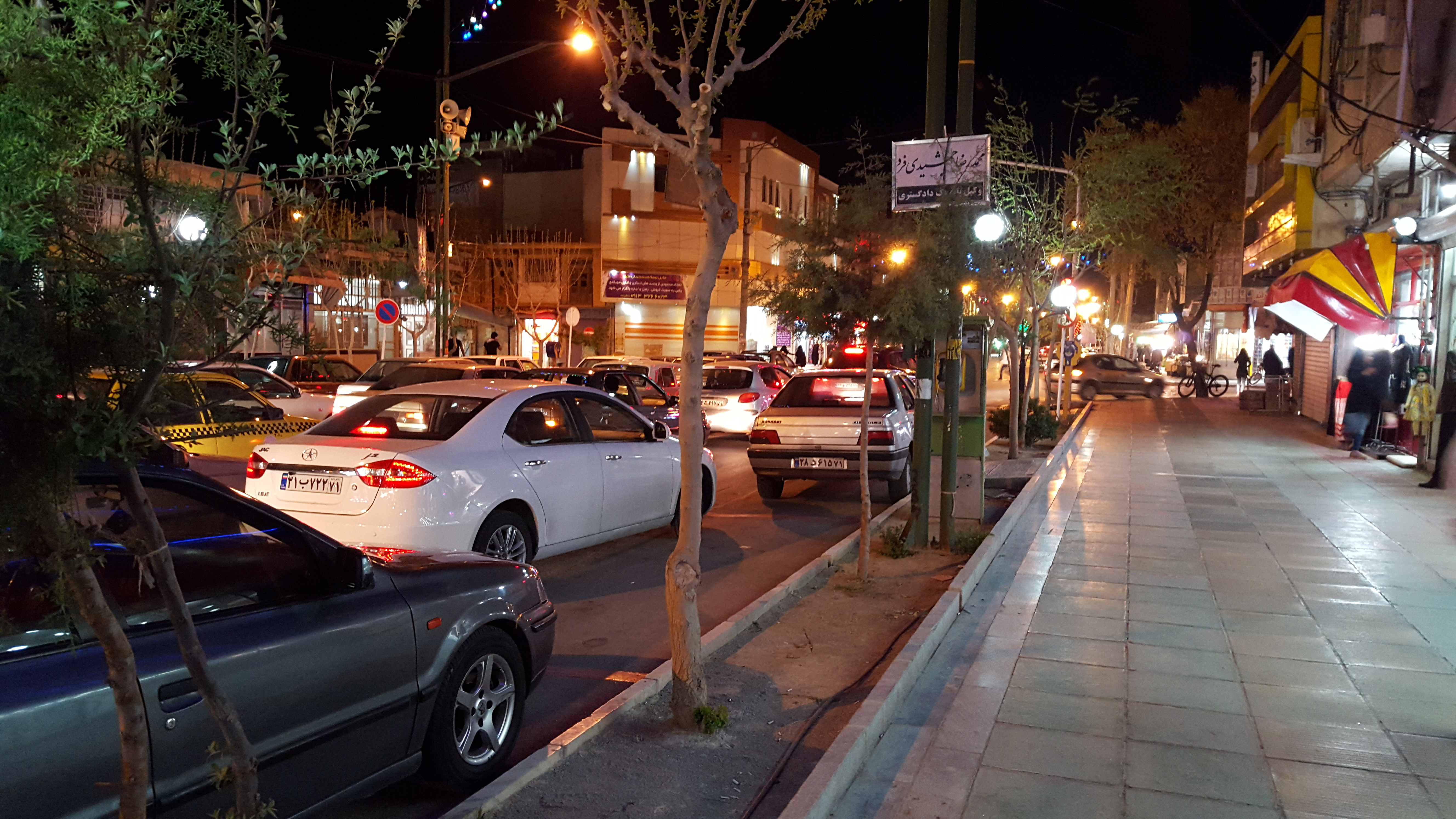
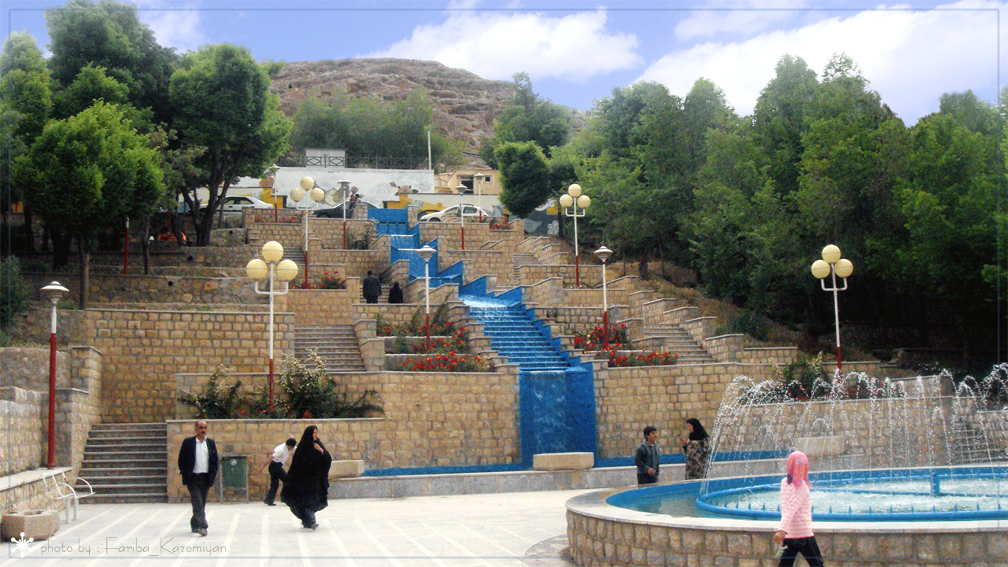
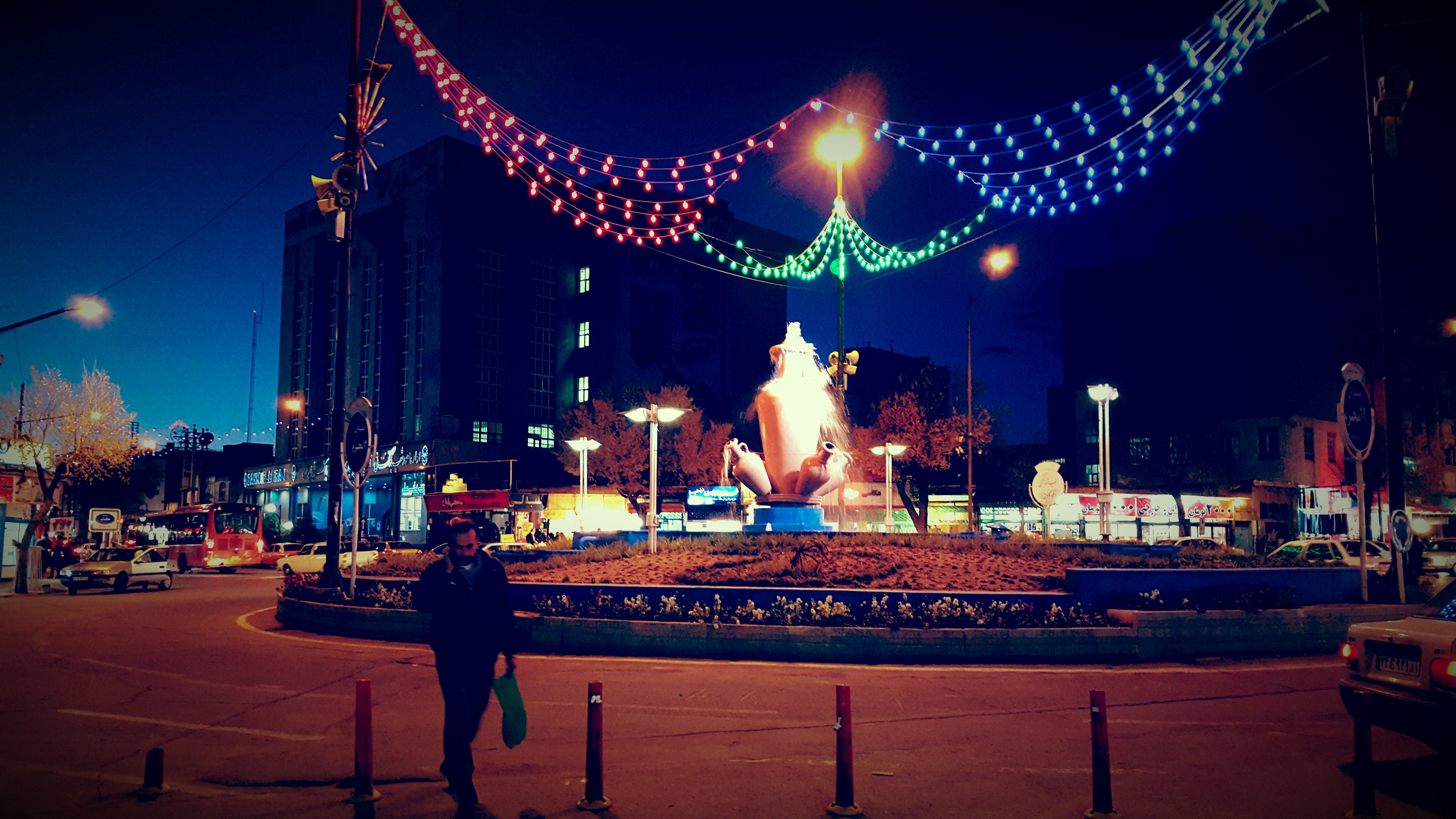

## توأمة
لشهركرد اتفاقيات توأمة مع:
- دوشنبه

## أعلام
- سجاد مرداني